# Coelichneumon yezoensis
Coelichneumon yezoensis là một loài tò vò trong họ Ichneumonidae.